# Босния и Герцеговина на «Евровидении-2001»
Босния и Герцеговина участвовала в сорок шестом выпуске телевизионного конкурса Евровидение-2001, который состоялся 12 мая на стадионе Паркен в Копенгагене, Дания. Страна вернулась после вынужденного годового перерыва, связанного с низким средним баллом за предыдущие пять лет, согласно тогдашним правилам конкурса. Боснию представлял певец-сонграйтер Нино Пршеш с песней Hano, написанной им самим. По итогам голосования он занял 14-е место из 23, набрав 29 баллов. Данный результат позволил Боснии и Герцеговине пройти квалификацию на Евровидение-2002. Поэтому, Hano стала предшественницей боснийской заявки 2002 года Na jastuku za dvoje в исполнении Майи Татич. Конкурс был показан BHRT на канале BHTV1 с комментариями Исметы Дервоз-Крвавац. Глашатаем от Боснии и Герцеговины была Сегмедина Срна.

## До «Евровидения»

### BH Eurosong 2001
Начиная с 1993 года боснийская телекомпания BHRT отвечает за организацию отбора заявки на Евровидение и дальнейшую трансляцию конкурса. С 1994 по 1997 годы BHRT организовывало национальный отбор под названием BH Eurosong для выбора песни, в то время, как исполнитель был отобран внутри телекомпании. В 1999 году вещатель перешёл на абсолютный национальный отбор, где выбиралась не только песня, но и исполнитель. Успех данной процедуры привёл к использованию её и для выбора заявки 2001 года. BH Eurosong состоялся 10 марта 2001 года в телестудии BHRT в Сараево. Ведущими были Селма Алиспахович и Дарко Гутович. Девятнадцать песен было представлено, а победитель определялся экспертной группой из восьми человек, среди которых был представитель Боснии на Евровидение-1993 Мухамед Фазлагич. Среди конкурсантов была Амила Гламочак, представительница Боснии на Евровидение-1996.
| Порядковый номер | Исполнитель                             | Название песни      | Очки | Место |
| ---------------- | --------------------------------------- | ------------------- | ---- | ----- |
| 1                | Аль Дино                                | Sve ti opraštam     | 65   | 2     |
| 2                | Ружица Чавич                            | Oprosti mi          | 64   | 3     |
| 3                | Лилиана Галич-Лили                      | Ginem za tobom      | 45   | 15    |
| 4                | Фуад Бакович                            | 10 miliona ljubavi  | 60   | 7     |
| 5                | Татьяна Видоевич                        | Pronađi me          | 31   | 19    |
| 6                | Нарцис Вучина                           | Sloboda             | 46   | 13    |
| 7                | Несиб Делибегович и Желька Катавич-Пиль | Vrati sjećanja      | 43   | 17    |
| 8                | Мия Мартина                             | Ništa mi ne može    | 55   | 11    |
| 9                | Мугдим Авдич Хенда                      | Stara vremena       | 46   | 13    |
| 10               | Эль Вана                                | Evo vam sve         | 59   | 9     |
| 11               | Punkt                                   | No Language         | 56   | 10    |
| 12               | Андрей Пуцаревич                        | Priča se            | 47   | 12    |
| 13               | Биляна Матич                            | Vrijeme je          | 63   | 4     |
| 14               | Нино Пршеш                              | Hano                | 69   | 1     |
| 15               | Николина и Давор                        | Mustafa             | 37   | 18    |
| 16               | Борис Режак                             | Ja vjerujem         | 61   | 5     |
| 17               | Эльвира Рахич                           | Ljubav je kao vatra | 45   | 15    |
| 18               | Амила Гламочак                          | Ljubi me sad        | 61   | 5     |
| 19               | Давор Эбнер и Grunti Bugli              | Ko mi te uze        | 60   | 7     |

## На «Евровидении»
В 1997 году Европейский вещательный союз ввёл правило, согласно которому к участию в конкурсе допускались страна-победительница прошлого выпуска, страны, имевшие самый высокий балл за предыдущие пять лет и те страны, которые не участвовали в данном выпуске, но транслировали его, т.н. "пассивные участники". Поскольку Босния и Герцеговина не участвовала на Евровидение-2000, но транслировала его, то была допущена к участию. 21 ноября 2000 года была проведена жеребьёвка, и Нино Пршеш выступал под номером 3, между Исландией и Норвегией. По итогам голосования он занял 14-е место из 23, набрав 29 баллов. Хотя с 1998 года большинство стран-участниц стало использовать телеголосование, Босния и Герцеговина была одной из немногих стран, кто задействовал голоса жюри. 12 очков боснийское жюри присудило Франции и 0 очков России. Россия не присудила Боснии и Герцеговине ни одного очка.

### Голосование
| Очки      | Страна             |
| --------- | ------------------ |
| 12 баллов |                    |
| 10 баллов | - Хорватия         |
| 8 баллов  |                    |
| 7 баллов  | - Дания - Словения |
| 6 баллов  |                    |
| 5 баллов  |                    |
| 4 балла   | - Швеция           |
| 3 балла   |                    |
| 2 балла   |                    |
| 1 балл    | - Мальта           |

| Очки      | Страна   |
| --------- | -------- |
| 12 баллов | Франция  |
| 10 баллов | Словения |
| 8 баллов  | Греция   |
| 7 баллов  | Хорватия |
| 6 баллов  | Израиль  |
| 5 баллов  | Испания  |
| 4 балла   | Эстония  |
| 3 балла   | Швеция   |
| 2 балла   | Литва    |
| 1 балл    | Мальта   |